# Batz-sur-Mer

Localització de Batz-sur-Mer

Batz-sur-Mer (en bretó Bourc'h-Baz, en gal·ló Borg de Baz) és un municipi francès, situat a la regió de país del Loira, al departament de Loira Atlàntic, que històricament ha format part de la Bretanya. L'any 2006 tenia 3.217 habitants. Limita amb els municipis de Le Croisic a l'oest, Guérande al nord i Le Pouliguen a l'est.

## Demografia
| Evolució de la població Cassini i INSEE |       |       |       |       |      |       |       |       |
| 1793                                    | 1800  | 1806  | 1821  | 1831  | 1836 | 1841  | 1846  | 1851  |
| 3 346                                   | 3 254 | 3 222 | 3 350 | 3 643 | -    | 3 597 | 3 616 | 3 834 |

| 1856  | 1861  | 1866  | 1872  | 1876  | 1881  | 1886  | 1891  | 1896  |
| ----- | ----- | ----- | ----- | ----- | ----- | ----- | ----- | ----- |
| 2 938 | 3 003 | 2 988 | 2 733 | 2 689 | 2 726 | 2 651 | 2 569 | 2 506 |

| 1901  | 1906  | 1911  | 1921  | 1926  | 1931  | 1936  | 1946  | 1954  |
| ----- | ----- | ----- | ----- | ----- | ----- | ----- | ----- | ----- |
| 2 420 | 2 442 | 2 248 | 1 904 | 1 892 | 1 841 | 1 776 | 2 284 | 2 181 |

| 1962  | 1968  | 1975  | 1982  | 1990  | 1999  | 2006 | 2011 | 2016 |
| ----- | ----- | ----- | ----- | ----- | ----- | ---- | ---- | ---- |
| 2 288 | 2 277 | 2 236 | 2 590 | 2 734 | 3 049 | -    | -    | -    |

| 2019 | - | - | - | - | - | - | - | - |
| ---- | - | - | - | - | - | - | - | - |
| -    | - | - | - | - | - | - | - | - |

## Administració
| Període   | Identitat        | Partit |
| --------- | ---------------- | ------ |
| 1977-2001 | Pierre Le Berche | PCF    |
| 2001-     | Danielle Rival   | UMP    |

## Personatges il·lustres
- Alain Bouchart, cronista bretó del segle xv.

## Galeria d'imatges

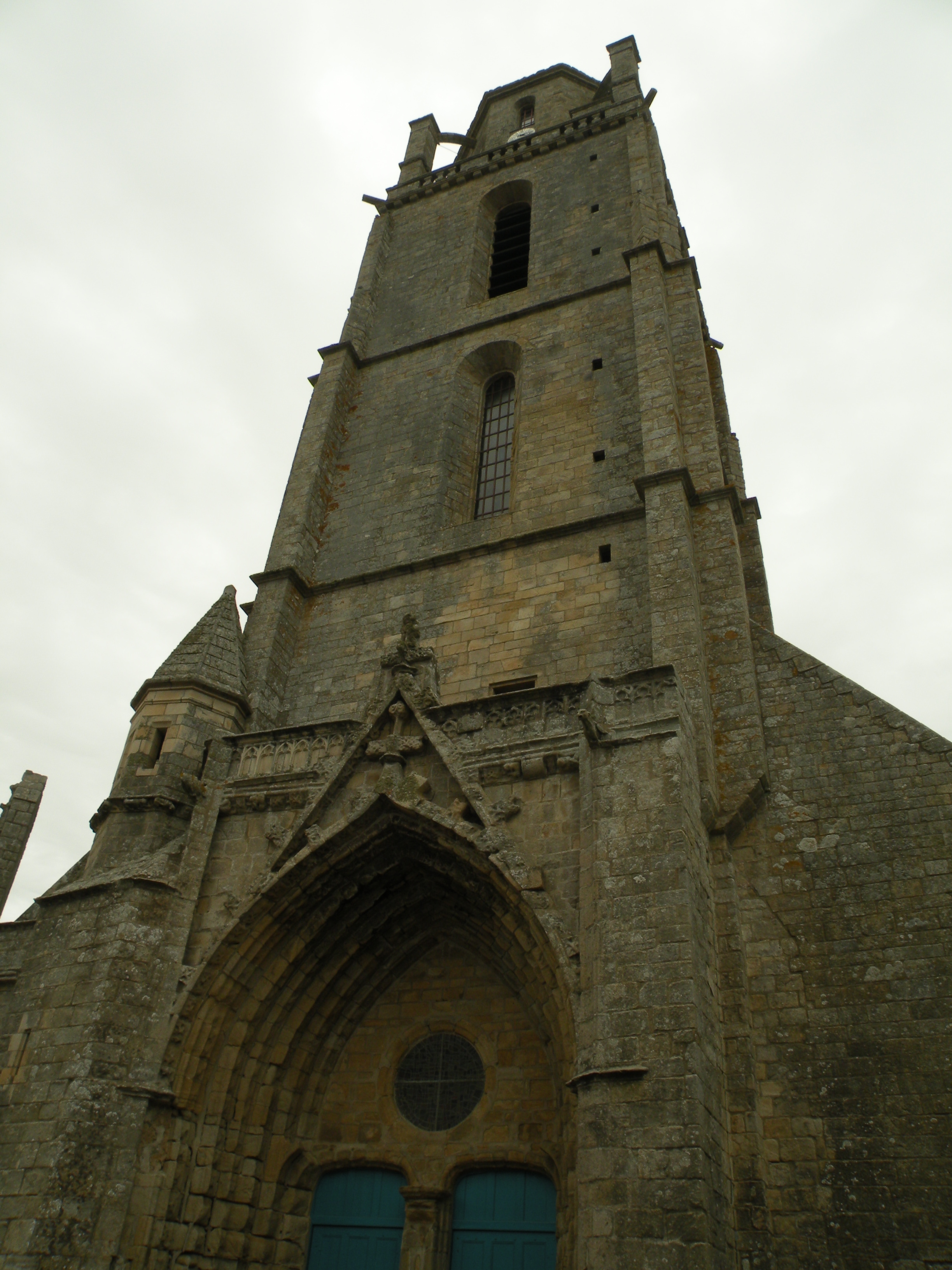
Església de Sainte-Guénole
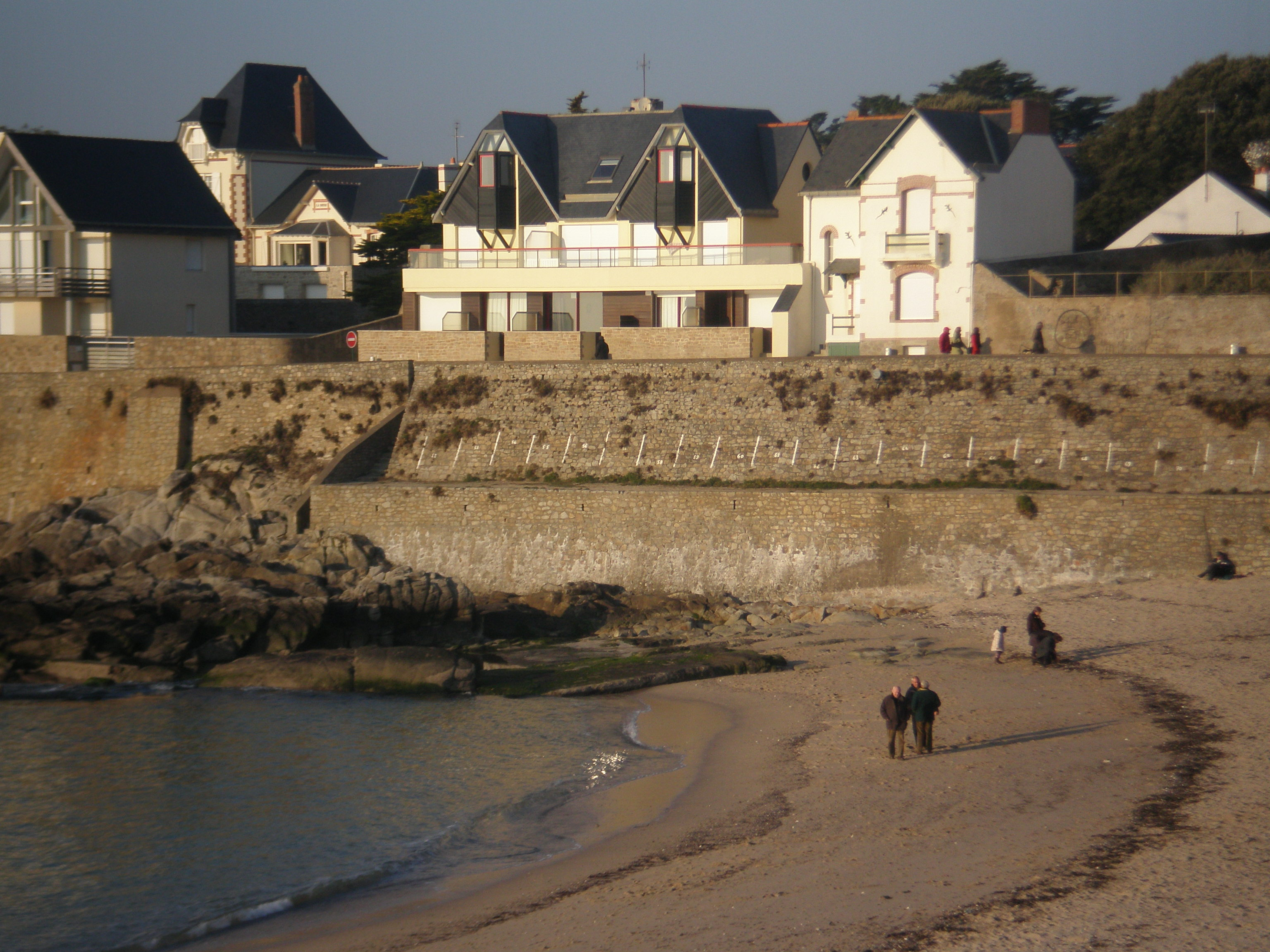
Platja Saint-Michel
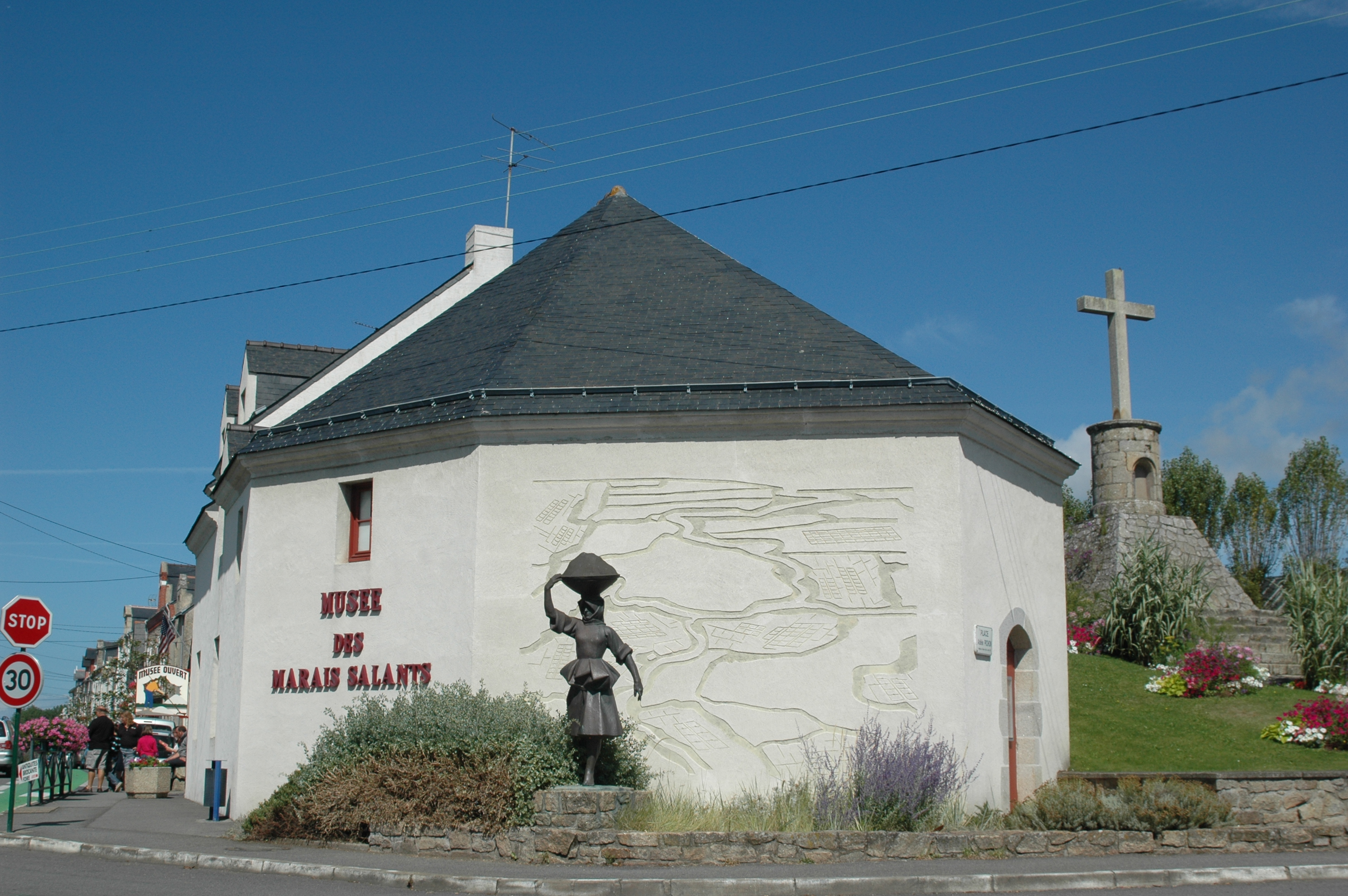
Museu dels marais salants